# Old Harry Rocks
Old Harry Rocks jsou dva křídové útvary, nacházející se u Handfast Point na poloostrově Isle of Purbeck v hrabství Dorset v jižní Anglii, které byly vytvořeny erozí. Old Harry leží východně od Studlandu, asi 4 km severovýchodně od Swanage a asi 10 km jižně od měst Poole a Bournemouth. Old Harry Rocks jsou nejvýchodnějším bodem Jurského pobřeží, které je zapsáno od roku 2001 ve světovém dědictví UNESCO.
Vznik názvu vysvětluje legenda, podle které samotný ďábel (nazývaný Old Harry) spal na skalách. Další legenda vykládá původ názvu podle piráta Harryho Paye z Poolu, který zdejší skály užíval jako skrýš kontrabandu.